# Грегъри Линтерис
Грегъри Томас Линтерис (на английски: Gregory Thomas Linteris) е американски инженер и астронавт от НАСА, участник в два космически полета.

## Образование
Грегъри Линтерис завършва гимназия в родния си град. През 1979 г. се дипломира като бакалавър по химично инженерство в Принстънски университет, Ню Джърси. През 1984 г. става магистър по инженерна механика в Станфордски университет, окръг Санта Клара, Калифорния. През 1990 г. защитава докторат по авиоинженерство в университета Принстън.

## Служба в НАСА
Грегъри Линтерис е избран за астронавт от НАСА през февруари 1996 г., Астронавтска група MSL-1. Участва в два космически полета и има 471 часа в космоса.
| Космически полети на Грегъри Томас Линтерис                        | Космически полети на Грегъри Томас Линтерис | Космически полети на Грегъри Томас Линтерис | Космически полети на Грегъри Томас Линтерис | Космически полети на Грегъри Томас Линтерис | Космически полети на Грегъри Томас Линтерис | Космически полети на Грегъри Томас Линтерис |
| №                                                                  | Дата                                        | КК                                          | Емблема на мисията                          | Функции                                     | Продължителност                             |                                             |
| ------------------------------------------------------------------ | ------------------------------------------- | ------------------------------------------- | ------------------------------------------- | ------------------------------------------- | ------------------------------------------- | ------------------------------------------- |
| 1                                                                  | 4 април 1997                                | „Колумбия“, мисия STS-83                    |                                             | Специалист по полезния товар                | 3 денонощия 23 часа 13 мин. 38 сек.         |                                             |
| 2                                                                  | 1 юли 1997                                  | „Колумбия“, мисия STS-94                    |                                             | Специалист по полезния товар                | 15 денонощия 16 часа 45 мин. 29 сек.        |                                             |
| Сумарно време в космоса – 19 денонощия 15 часа 59 минути и 07 сек. |                                             |                                             |                                             |                                             |                                             |                                             |

- Единственият екипаж на НАСА, който повтаря мисия.